# Clastobasis tryoni
Clastobasis tryoni är en tvåvingeart som beskrevs av Frederick Askew Skuse 1890. Clastobasis tryoni ingår i släktet Clastobasis och familjen svampmyggor. Inga underarter finns listade i Catalogue of Life.